# 30e régiment d'artillerie
Pour les articles homonymes, voir 30e régiment.
Le 30e régiment d'artillerie (30e RA) est une unité d'artillerie de l'armée française, créée en 1872.

## Création et différentes dénominations
- 20 avril 1872 : Formation du 30e régiment d'artillerie
- 1883 : devient 30e régiment d'artillerie de campagne

## Colonel et chefs de corps
- 20 avril 1872-mai 1876 : colonel François-Xavier Guillemin (*)
- mai 1876-11 novembre 1880 : colonel Charles Charon (*)
- 13 novembre 1880-31 août 1883 : colonel Nicolas-Joseph Voisin (**)
- 6 septembre 1883-20 mars 1886 : colonel Henri-Charles-Arnault Bobet (*)
- 27 mars 1886-21 octobre 1887 : colonel baron Joseph-Octave Chicoyneau de Lavalette (**)
- 24 octobre 1887-26 octobre 1890 : colonel François-Ernest-Horace Erb (*)
- octobre 1890-23 mai 1894 : colonel Louis-Mathieu Kornprobst (décédé étant chef de corps), ancien officier d'ordonnance du Président de la République Sadi Carnot
- 30 mai 1894-23 mai 1896 : colonel Pierre-François-Henry Basset (*)
- 31 mai 1896-16 décembre 1898 : colonel Marie-Anatole Palle (*)
- décembre 1898-30 décembre 1901 : colonel Jean-Marie Orcel (*)
- janvier 1902-24 février 1903 : colonel Claude-Joseph-Abel Goullon (décédé étant chef de corps)
- février 1903-24 décembre 1904 : colonel Alphonse-Jean-Marie Olivier
- 24 décembre 1904-19 juin 1908 : colonel Georges-Arnaud-Auguste Abinal (*)
- 23 juin 1908-22 juin 1912 : colonel Marie-Jean-Georges-Augustin Cassagnade (*)
- juin 1912-8 novembre 1913 : lieutenant-colonel puis colonel Alphonse-Edouard Caron (**)
- 14 décembre 1913-juin 1915 : colonel Etienne-Antoine-Joseph Lepidi
- juin-septembre 1915 : colonel Albert-Marie Mourruau
- septembre 1915-26 décembre 1916 : colonel Pierre-Auguste Dessens (*)
- 26 décembre 1916-11 janvier 1917 : chef d'escadron Félix-Louis-Marie Arnauld (par intérim)
- 11 janvier 1917-28 juillet 1917 : lieutenant-colonel puis colonel Victor-Camille-Gaston Renauld
- 28 juillet-3 août 1917 : chef d'escadron Félix-Louis-Marie Arnauld (par intérim)
- 3 août 1917-1er mars 1919 : chef d'escadron puis lieutenant-colonel Louis-Maurice Terrière
- 1920 : colonel Paul-Gabriel Codet (*)

(*) Officier devenu par la suite général de brigade.
(**) Officier devenu par la suite général de division.

## Historique des garnisons, combats et batailles

### De 1872 à 1914
Le 30e régiment d'artillerie est formé à Tarascon par ordre du 20 avril 1872 avec
- 3 batteries provenant du 2e régiment d'artillerie
- 3 batteries provenant du 4e régiment d'artillerie
- 3 batteries provenant du 5e régiment d'artillerie
- 2 batteries provenant du 18e régiment d'artillerie

En 1873, il fait partie de la 5e brigade d'artillerie, et cède ses 2 batteries à cheval aux 37e et 38e régiment d'artillerie.
En 1874, il quitte Tarascon et prend garnison à Orléans.
En 1881 la 3e batterie participe à la campagne de Tunisie et elle participe à la prise du Kef (26 avril 1881) et au combat de Djebel-Salah (14 mai 1881).

### Première Guerre mondiale

#### Affectation
Caserné à Orléans, le 30e régiment d'artillerie de campagne fait partie de la 5e brigade d'artillerie et est attaché à la 9e division d'infanterie dont il est l'artillerie divisionnaire (A.D.9)

#### 1914
- Bataille des Frontières
- Grande Retraite
- Bataille de la Marne

#### 1915
- Bataille de l'Argonne
- Haute-Chevauchée

#### 1916
- Bataille de Verdun

#### 1917
- Bataille du Chemin des Dames

#### 1918
- Bataille de Noyon
- Bataille de la Marne

## Traditions du30erégimentd’artillerie

### Étendard
Il porte, cousues en lettres d'or dans ses plis, les inscriptions suivantes :
- Noyon 1918
- Tardenois 1918
- Mézières 1918
- AFN 1952-1962

### Décorations
Fourragère à l'ordre de la croix de guerre (verte)

## Personnalités ayant servi au30eRA
- André Thoreau (1899-1985), résistant français, Compagnon de la Libération.

## Sources et bibliographie
- Louis Susane : Histoire de l'artillerie Française
- Historiques des corps de troupe de l'armée française (1569-1900)
- Historique du 30e régiment d'artillerie de campagne durant la guerre de 1914-1918